# 1932年レークプラシッドオリンピックのスイス選手団
1932年レークプラシッドオリンピックのスイス選手団（1932ねんレークプラシッドオリンピックのスイスせんしゅだん）は、1932年2月4日から2月15日までアメリカ合衆国ニューヨーク州のレークプラシッドで開催された1932年レークプラシッドオリンピックのスイス選手団、およびその競技結果。

## 概要
今大会は銀メダル1個を獲得した。

## メダル
| メダル | 選手名                                | 競技       | 種目        |
| ------ | ------------------------------------- | ---------- | ----------- |
| 銀     | レト・カパトルット オスカー・ガイヤー | ボブスレー | 男子2人乗り |